# Lüttich–Bastogne–Lüttich 2020
Das  106. Lüttich–Bastogne–Lüttich 2020 war ein belgisches Straßenradrennen. Das Eintagesrennen wurde gestartet in Lüttich mit Wendepunkt in Bastogne und endete in Lüttich nach 257 km. Aufgrund der COVID-19-Pandemie wurde das Rennen am Sonntag, den 4. Oktober 2020 ausgetragen und nicht wie üblich im April. Das Radrennen gehörte der UCI WorldTour 2020 an und wurde als 20. von insgesamt 25 Rennen dieser Serie durchgeführt. Sprintsieger einer fünfköpfigen Gruppe wurde Primož Roglič vor Julian Alaphilippe, Marc Hirschi, Tadej Pogačar und Matej Mohorič. Aufgrund der Nichteinhaltung der Sprintlinie wurde Alaphilippe auf den fünften und letzten Platz der Ausreißergruppe zurückgestuft.

## Teilnehmende Mannschaften
| WorldTeams (19)- AG2R La Mondiale - Astana - Bahrain McLaren - Bora-Hansgrohe - CCC Team - Cofidis - Deceuninck-Quick Step - EF Pro Cycling - Groupama-FDJ - Israel Start-Up Nation - Lotto Soudal - Mitchelton-Scott - Movistar Team - NTT Pro Cycling - Ineos Grenadiers - Jumbo-Visma - Team Sunweb - Trek-Segafredo - UAE Team Emirates ProTeams (6)- Alpecin-Fenix - Bingoal-Wallonie Bruxelles - Circus-Wanty Gobert - Sport Vlaanderen-Baloise - Arkéa-Samsic - Total Direct Énergie |
| |

## Rennergebnis
| \| Gesamtwertung \| Gesamtwertung \| Gesamtwertung \| Gesamtwertung \| Gesamtwertung \| \| Fahrer \| Fahrer \| Land \| Team \| Zeit \| \| ------------- \| -------------------- \| ------------- \| --------------------- \| --------------- \| \| 1. \| Primož Roglič \| Slowenien \| Jumbo-Visma \| 6 h 32 min 02 s \| \| 2. \| Marc Hirschi \| Schweiz \| Team Sunweb \| + 0 s \| \| 3. \| Tadej Pogačar \| Slowenien \| UAE Team Emirates \| + 0 s \| \| 4. \| Matej Mohorič \| Slowenien \| Bahrain McLaren \| + 0 s \| \| 5. \| Julian Alaphilippe \| Frankreich \| Deceuninck-Quick Step \| + 0 s \| \| 6. \| Mathieu van der Poel \| Niederlande \| Alpecin-Fenix \| + 14 s \| \| 7. \| Michael Woods \| Kanada \| EF Pro Cycling \| + 14 s \| \| 8. \| Tiesj Benoot \| Belgien \| Team Sunweb \| + 14 s \| \| 9. \| Warren Barguil \| Frankreich \| Arkéa-Samsic \| + 14 s \| \| 10. \| Michał Kwiatkowski \| Polen \| Ineos Grenadiers \| + 14 s \| |                      |             |                       |                 |
| |                      |             |                       |                 |
| Quelle: ProCyclingStats |                      |             |                       |                 |
| Gesamtwertung |                      |             |                       |                 |
| Fahrer | Fahrer               | Land        | Team                  | Zeit            |
| 1. | Primož Roglič        | Slowenien   | Jumbo-Visma           | 6 h 32 min 02 s |
| 2. | Marc Hirschi         | Schweiz     | Team Sunweb           | + 0 s           |
| 3. | Tadej Pogačar        | Slowenien   | UAE Team Emirates     | + 0 s           |
| 4. | Matej Mohorič        | Slowenien   | Bahrain McLaren       | + 0 s           |
| 5. | Julian Alaphilippe   | Frankreich  | Deceuninck-Quick Step | + 0 s           |
| 6. | Mathieu van der Poel | Niederlande | Alpecin-Fenix         | + 14 s          |
| 7. | Michael Woods        | Kanada      | EF Pro Cycling        | + 14 s          |
| 8. | Tiesj Benoot         | Belgien     | Team Sunweb           | + 14 s          |
| 9. | Warren Barguil       | Frankreich  | Arkéa-Samsic          | + 14 s          |
| 10. | Michał Kwiatkowski   | Polen       | Ineos Grenadiers      | + 14 s          |